# 조순승
조순승(趙淳昇, 1929년 3월 22일~2022년 2월 5일)은 대한민국의 정치인이다. 제13·14·15대 국회의원을 지냈다. 본관은 옥천(玉川)이며, 전라남도 순천군 출신이다.

## 학력
- 주암초등학교
- 중앙중학교
- 중앙고등학교
- 서울대학교 정치학과
- 미국 미시간 대학 정치학석사ㆍ박사

## 경력
- 서울대ㆍ연대ㆍ고대ㆍ일본동경국제기독교대ㆍ미주리주립대교수
- 외무부정책자문위원
- 신민당통일국제위원회위원장

## 역대 선거 결과
|  | 76.50% |

|  | 77.90% |

|  | 68.18% |